# Пелікан Борис Олександрович
Бори́с Олекса́ндрович Пеліка́н (нар. 1861, Одеса — пом. 1931, Белград) — російський монархіст, політичний і громадський діяч, одеський міський голова (1913–1917).

## Життєпис
Борис Олександрович народився в 1861 році.
З початком смути 1905 взяв активну участь в монархічному русі в Одесі та відразу висунувся на керівні ролі. На початок 1906 року він був головою Одеського відділу Російського Зборів. 4 лютого спільно з О. І. Коновніциним і педагогом М. М. Родзевичем став засновником Одеського відділу Союзу Російського Народу, в якому спочатку був заступником голови (голова — Коновніцин). Був учасником перших монархічних з'їздів. Він привітав делегатів Першого Всеросійського З'їзду Російських Людей у Петербурзі 8-12 лютого 1906 року від імені Одеського відділу РЗ (з'їзд був організований як 1-й З'їзд Російського Зборів). На Другому Всеросійському З'їзді Російських Людей у Москві 6-12 квітня 1906 був обраний головою державного відділу, виступав з доповідями «Про патріаршество» і «Про необхідність створення єдиної націоналістичної організації». Брав участь у роботі Третього Всеросійського З'їзду Російських Людей у Києві 1-7 жовтня 1906. Був обраний до складу двох комісій з вироблення постанов З'їзду з найважливіших питань: про виборчий закон і про об'єднання монархістів. На початку 1908 року у Пелікана почалися чвари з Коновніциним, якого він публічно звинуватив у розтраті коштів відділу. У цьому ж році за заявою Пелікана чиновниками Одеського градоначальства і делегатами від Головної Ради О. О. Майкова і О. І. Трішатним була проведена ревізія фінансової діяльності відділу, яка не виявила ніяких порушень. В результаті Пелікан був виключений з РРН за наклеп.
В 1908 році Борис Олександрович заснував одеський відділ союзу Архангела Михаїла. У 1909 році Пелікан спільно з Родзевичем заснували товариство «Братська допомога» для матеріальної допомоги членам монархічних організацій Одеси і біднякам. Керували суспільством полковник Биковський і відставний генерал Нікітін. У 1914 році після ревізії місцева влада заборонила спілці виробляти «кружечний» збір по церквах, і діяльність спілки призупинилася.
У 1912 Пелікан був прийнятий міністром внутрішніх справ О. О. Макаровим, якому запропонував спосіб взяти під контроль вибори всіх рівнів. Після аудієнції у міністра він склав записку на ім'я Макарова, де виклав свої ідеї. Головна з них полягала у тому, що уряд повинен створити опору для себе з правих партій, а не загравати з октябристами, які насправді не є центром. Пелікан пропонував уряду активніше втручатися в хід виборів, використовуючи фінансові та адміністративні ресурси. Перш за все, потрібно взяти під свій контроль земські та міські управління. У врегулюванні єврейського питання Пелікан пропонував спиратися на ортодоксальних юдеїв, протиставляючи їх єврейській інтелігенції. Пелікан переконував міністра, що «при грошах і тлумачному керівника можна робити дива». Його пропозиції не були взяті на озброєння Міністерством внутрішніх справ.
Свої ідеї він реалізував на практиці в період виборів до міської думи 19 травня 1913, коли прихильники Пелікана здобули переконливу перемогу, а він став Одеським міським головою (єдиний випадок в історії монархічного руху). Ліберали намагалися через судові тяжби скасувати невигідні для них підсумки виборів, але Одеська судова палата, розглянувши скарги на порушення в ході голосування, не знайшла в них ознак злочину. Скарга супротивників Пелікана в Сенат також не дала результату. З точки зору закону причепитися було ні до чого. Тільки в червні 1917 вже революційний Сенат порушив справу за обвинуваченням Пелікана і його найближчих сподвижників у фальсифікації підсумків голосування.
Перемога Пелікана призвела і до загострення відносин між ним та іншим видатним діячем монархічного руху Одеси Н. Н. Родзевичем. Незважаючи на те, що Родзевич підтримував Пелікана на виборах і був обраний гласним міської думи, після виборів газета «Російська мова» (що знаходилася під контролем Пелікана) постійно публікувала статті проти нього. Чвари двох видних діячів монархічного руху в Одесі тривали аж до 1915. Пелікан брав участь у Нараді Монархістів 21-23 листопада 1915 року у Петрограді, на якому був обраний членом Ради монархічних З'їздів.
Під час першої світової війни, перебуваючи на посаді Одеського міського голови, Пелікан відіграв велику роль у формуванні сербської добровольчої дивізії. За заслуги перед Сербією був нагороджений орденом Святого Сави. Після революції був підданий репресіям. У 1917 році Надзвичайна слідча комісія Тимчасового уряду повідомила про порушення кримінального провадження проти Пелікана, він був заарештований та ув'язнений. Восени 1917 року газети писали про те, що готувалася втеча Пелікана та інших монархістів з Одеської в'язниці. Звільненню Пелікана з в'язниці, за іронією долі, сприяло захоплення влади більшовиками.
Пеликанові вдалося втекти з охопленої смутою Росії, його прихистила у себе гостинна Сербія, як кавалера ордена Святого Сави. В еміграції він грав помітну роль в монархічному русі, одним з перших став «легітимістом». Будучи в еміграції, опублікував у газеті «Російський стяг» статтю «Чорносотенства», в якій з гіркотою писав, що саме уряд зруйнувало РРН — «сильну і діяльну, єдину організацію, і, зруйнувавши її, не змогло організувати іншу».
Пелікан Борис Олександрович помер у березні 1931 року в Белграді.